# Rophites quinquespinosus
Rophites quinquespinosus ist eine solitär lebende, pollensammelnde Biene aus der Familie der Halictidae. Im Deutschen wird sie Späte Ziest-Schlürfbiene oder Späte Schlürfbiene genannt.

## Merkmale
Die Schlürfbienen sind relativ klein, etwa 8 bis 10 mm lang. Sie sind den Bienen der Gattungen Halictus und Lasioglossum ähnlich, jedoch ohne die unbehaarte Furche am Hinterleibsende. Die Weibchen sind durch zu Stacheln umgebildete Haare an der Stirn gekennzeichnet. Der Thorax ist dicht, gelblich behaart, am Abdomen befinden sich helle Endbinden; die Mundwerkzeuge („Rüssel“) sind kurz; im Vorderflügel befinden sich zwei Cubitalzellen. Die Fühler sind beim Weibchen kurz, beim Männchen lang.
Die beiden in Deutschland vorkommenden Arten, Rophites quinquespinosus und R. algirus können nur mit Lupe und Fachliteratur sicher unterschieden werden.

## Verbreitung
Die Späte Schlürfbiene hat eine westpaläarktische Verbreitung. Sie ist von den französischen Pyrenäen über fast ganz Europa verbreitet, nach Norden bis Südschweden, nach Osten über das Baltikum bis Kirov und Perm, nach Süden bis in die Emilia-Romagna und Nordgriechenland. Sie kommt auch in der Nordtürkei vor und weit nach Osten.
Das Vorkommen in Deutschland ist nur sehr zerstreut und selten, aktuell ist die Schlürfbiene nachgewiesen aus Sachsen-Anhalt, Brandenburg, Thüringen, Sachsen, Rheinland-Pfalz, Baden-Württemberg und Bayern. In mehreren weiteren Bundesländern ist sie nur historisch nachgewiesen. In Österreich mit Ausnahme von Vorarlberg aus allen Bundesländern gemeldet, in der Schweiz nur wenige aktuelle Funde aus den Kantonen Graubünden, Bern, Basel und Freiburg.

## Lebensraum
Rophites quinquespinosus liebt trockenwarme Ruderalstellen und spät gemähte Wiesen. Sie kommt oft an schütter bewachsenen, südexponierten Stellen vor.

## Lebensweise
Die Biene ist solitär, sie fliegt in einer Generation von Juni/Juli bis August. Die Weibchen nisten einzeln oder in kleinen Aggregationen auf kahlen oder schütter bewachsenen Flächen, die sich im Regenschatten von Bäumen befinden. Sie graben in den sandigen oder lehmigen Boden. Der Nesteingang ist meist von einem Tumulus umgeben. Das Nest besteht aus einem Hauptgang, der schräg nach unten führt, von dem kurze Seitengänge abzweigen, an deren Ende je ein oder zwei Brutzellen angelegt werden. Ein Nest kann bis zu 10 Zellen enthalten. Nach der Versorgung werden die Brutzellen durch Erdpfropfen verschlossen. Die Weibchen sammeln Pollen von kleinblütigen Lippenblütlern, häufig von der Schwarznessel Ballota nigra, in Südwestdeutschland vor allem vom Heilziest (Betonica officinalis), aber auch von anderen Lippenblütlern. Mit den Stacheln am Kopf reiben die Weibchen an den Staubbeuteln der Blüten und übertragen gleichzeitig Vibrationen, die im Thorax von der entkoppelten Flugmuskulatur erzeugt werden (sog. „buzzing“). Der Pollen wird an den behaarten Hintertibien transportiert. Die Überwinterung findet als Ruhelarve (Präpuppe) in ihrem Kokon im Nest statt.
Rophites quinquespinosus fliegt fast einen Monat nach der sehr ähnlichen Rophites algirus

## Parasiten
Die Kuckucksbiene Biastes emarginatus parasitiert an der Schlürfbiene, erwachsene Tiere sind manchmal von Fächerflüglern  der Gattung Eurystylops befallen.